# 燕子矶
燕子矶位于南京城东北郊外的直渎山上，长江南岸，三面临空，因其矶石直插江中，势如展翅欲飞的燕子而得名。三面临空，即除南连江岸外，北面、东北、西北三面皆悬绝于江。历史上是重要的扬子江渡口和军事要地，也是文人墨客临江抒怀的胜地。现为观赏江景的去处，金陵四十八景之一。
传说燕子矶是明太祖朱元璋南下金陵时的登陆之处。矶顶御碑亭“燕子矶”三字由清乾隆帝所书。
燕子矶处设有燕子矶公园，面积约5.3公顷。燕子矶一带因山石险峻，江流湍急，故常有失意人士在此轻生。后立陶行知手书“想一想死不得”碑于燕子矶头，告戒世人。
在燕子矶上，有一座观音阁。据说这观音阁是当年观音菩萨为了镇压在这附近胡乱作恶的蛟龙而建，当时观音用铁链将恶龙锁在了燕子矶的三台洞中。今天在三台洞的水池里，还能看到这条锁龙的铁链。
1937年12月，侵華日軍在此地的江灘集體屠殺50000名以上中國人，使這裡成為南京大屠殺的主要屠殺場地之一，為紀念在此地受害的中國人，在今天的燕子矶公园內立有燕子磯江灘遇難同胞紀念碑。

## 交通

### 公共汽车
| 燕子矶公园 | 燕子矶公园   | 燕子矶公园 | 燕子矶公园   | 燕子矶公园  |
| 编号       | 路线         | 路线       | 路线         | 备注        |
| ---------- | ------------ | ---------- | ------------ | ----------- |
| 8          | 燕子矶公园   | ⇆          | 傅佐路       |             |
| 101        | 仙新路地铁站 | ⇆          | 五马渡总站北 | 原 122、149 |
| 125        | 燕子矶公园   | ⇆          | 白马公园     |             |

## 图册

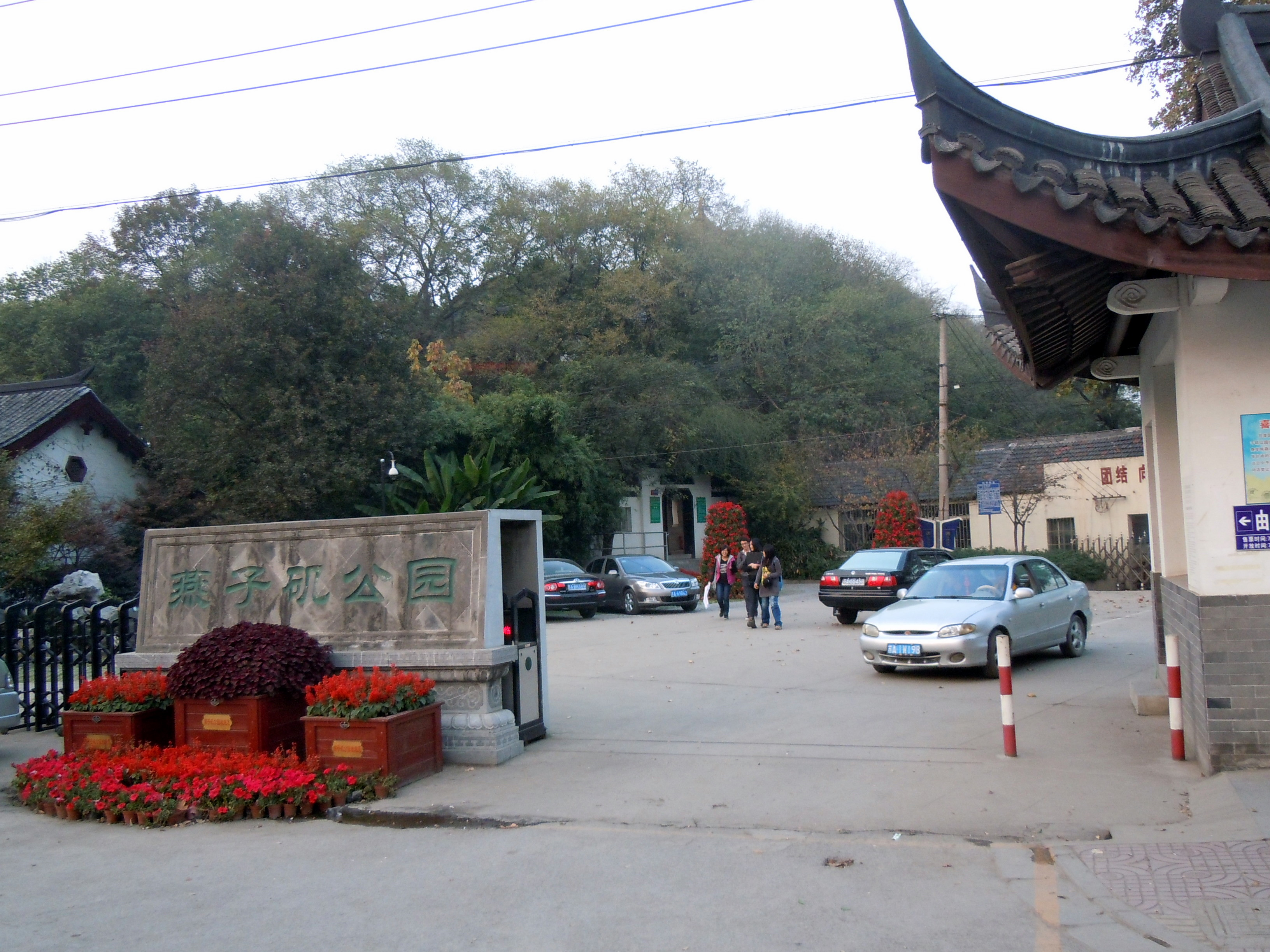
燕子矶公园入口
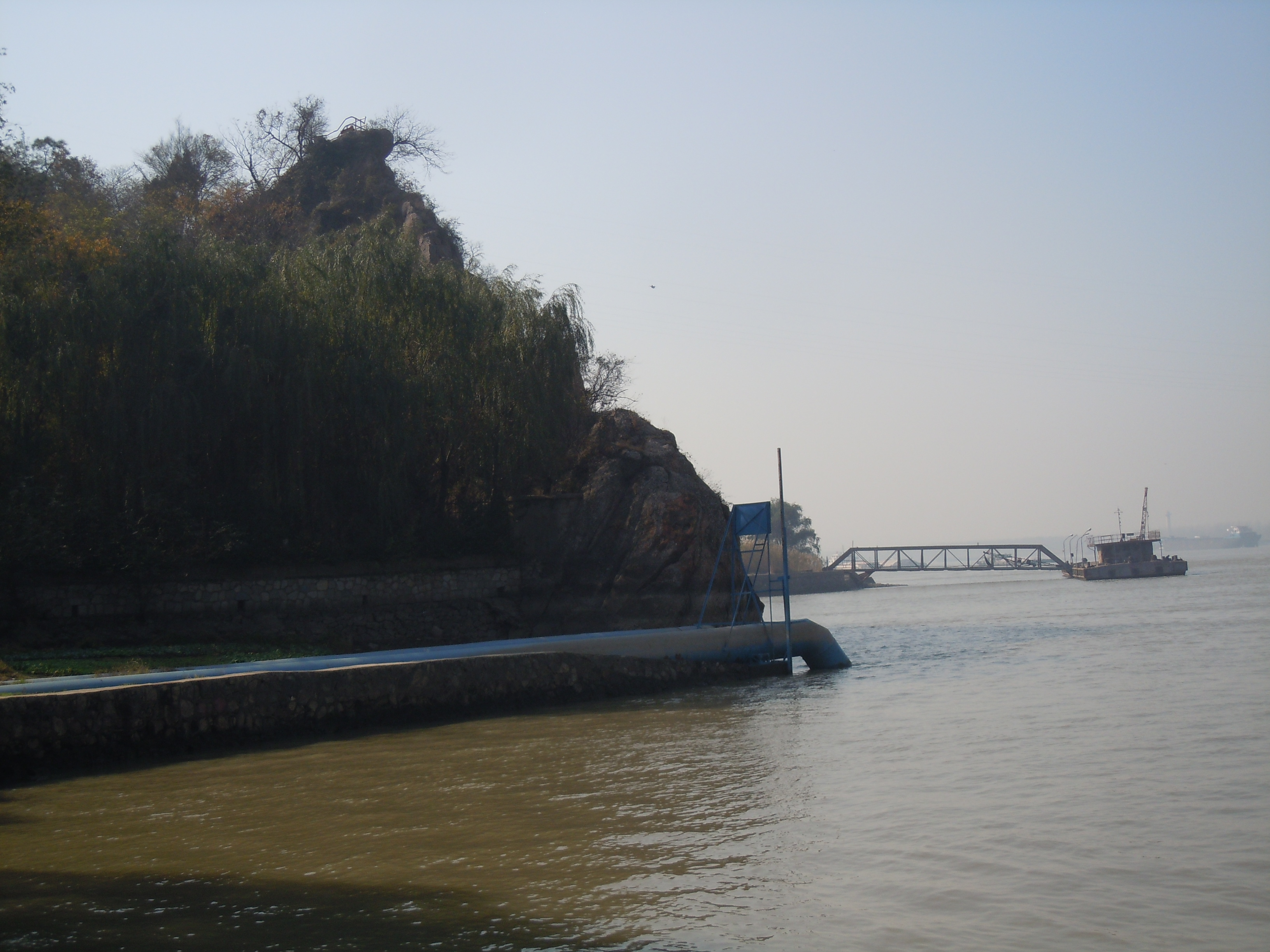
由东向西看燕子矶
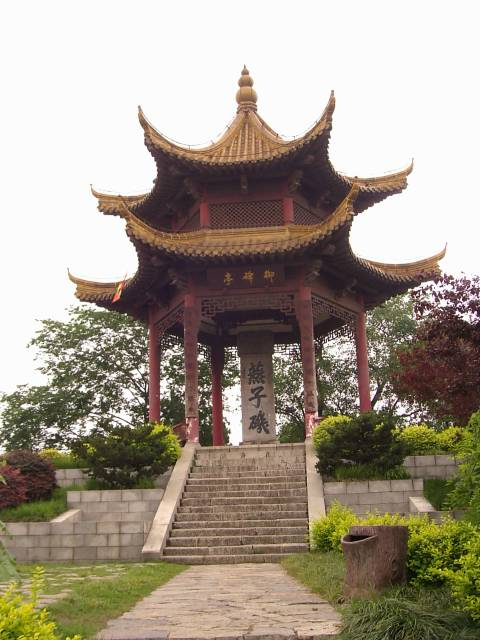
燕子矶顶的乾隆御碑
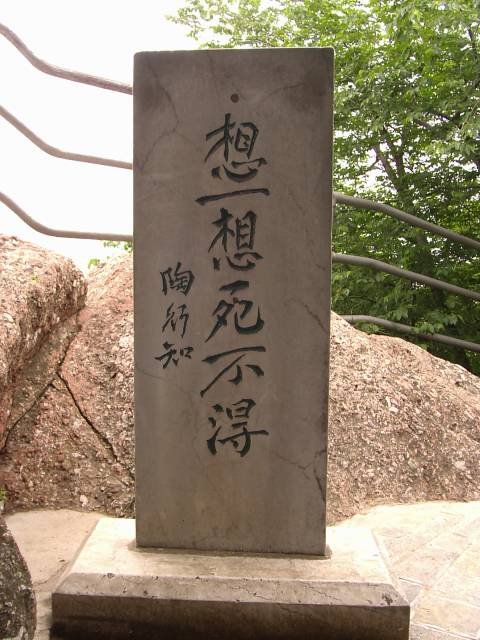
陶行知手书：“想一想死不得”
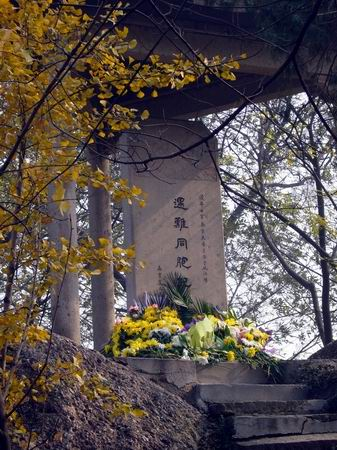
南京大屠殺燕子磯遇難同胞
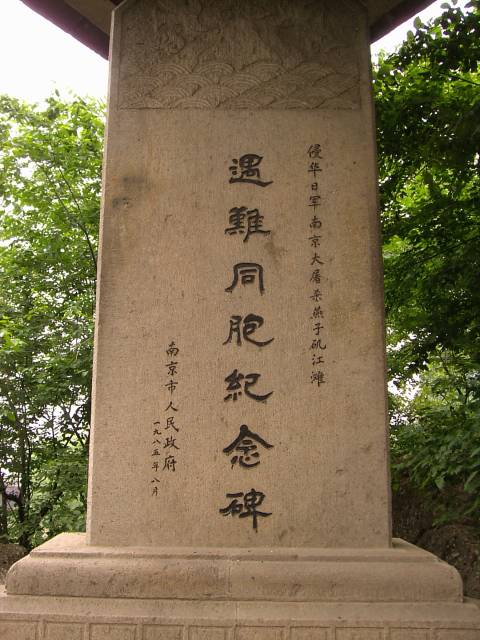
紀念碑正面

## 链接
- 春到燕子矶 （页面存档备份，存于）
- 燕子矶 及其他景点
- 燕子矶

32°09′N 118°49′E / 32.15°N 118.82°E